# Hans Hibler
Hans Hibler (* 28. Mai 1933; † 25. März 2023 in Farchant) war ein deutscher Bergretter. Er erfand die nach ihm benannte Hibler-Wärmepackung als Erste-Hilfe-Maßnahme bei Unterkühlung.
Hans Hibler engagierte sich seit 1949 in der Bergwacht Garmisch-Partenkirchen. Nach elf aktiven Jahren als hauptamtlicher Bergwachtmann von 1955 bis 1966 war er für vier Jahrzehnte Ausbilder in der Bergwachtbereitschaft und Hundeausbilder. Auf internationaler Ebene gehörte er der Internationalen Kommission für alpines Rettungswesen an.
Hibler erhielt 1980 den Bayerischen Verdienstorden.